# زوریکا شیماینسکا
زوریکا شیماینسکا (لهستانی: Zorika Szymańska؛ زادهٔ ۱۵ ژانویه ۱۹۰۳–۲۷ دسامبر ۱۹۵۴) بازیگر اهل لهستان بود.
از فیلم‌ها یا مجموعه‌های تلویزیونی که وی در آن‌ها نقش داشته‌است، می‌توان به هالکا اشاره نمود.